# JSON
JSON (acrònim de JavaScript Object Notation) és un estàndard obert basat en text dissenyat per a intercanvi de dades llegible per humans. Deriva del llenguatge script JavaScript, per a representar estructures de dades simples i llistes associatives, anomenades objectes. Malgrat la seva relació amb el JavaScript, té implementacions per a gran part dels llenguatges de programació. Douglas Crockford va especificar i popularitzar el format JSON, i es descriu a l'[RFC:4627 RFC:4627]. El tipus MIME del JSON és application/json. L'extensió de fitxer és .json.
El format JSON s'utilitza habitualment per serialitzar i transmetre dades estructurades en una connexió de xarxa. S'utilitza principalment per intercanviar dades entre un servidor i una aplicació web, sent una alternativa a l'XML. S'utilitza freqüentment en aplicacions Ajax.